# Villamagna in Proconsulari
Villamagna in Proconsulari (łac. Diocesis Villamagnensis in Proconsulari) – stolica historycznej diecezji w Cesarstwie rzymskim w prowincji Afryka Prokonsularna, sufragania metropolii Kartagina. Współcześnie w Tunezji. Obecnie katolickie biskupstwo tytularne.

## Biskupi tytularni
| Lp. | Biskup                 | Funkcja                                         | Od                   | Do                |
| --- | ---------------------- | ----------------------------------------------- | -------------------- | ----------------- |
| 1   | Ernst Tewes            | biskup pomocniczy Monachium i Freising (Niemcy) | 3 lipca 1968         | 16 stycznia 1998  |
| 2   | Carlos García Camader  | biskup pomocniczy Limy (Peru)                   | 16 lutego 2002       | 17 czerwca 2006   |
| 3   | Gianfranco Ravasi      | urzędnik Kurii Rzymskiej                        | 3 września 2007      | 20 listopada 2010 |
| 4   | Fernando Vérgez Alzaga | urzędnik Kurii Rzymskiej                        | 15 października 2013 | 27 sierpnia 2022  |